# هابي (فاريل ويليامز)
هابي أو Happy أغنية من أداء المغني الأمريكي فاريل ويليامز من ألبوم الموسيقى التصويرية من أنا الحقير 2. وكتب ويليامز الأغنية وقام بإنتاجها. وصدرت بتاريخ 21 نوفمبر 2013 مع فيديو كليب.